# Apodichthys flavidus
Apodichthys flavidus és una espècie de peix de la família dels fòlids i de l'ordre dels perciformes.

## Descripció
- Fa 46 cm de llargària màxima i és de color variable: des del verd fins al vermell i el marró. Té punts foscos separats en una línia trencada al llarg de la part mitjana del cos.
- 40-44 espines i cap radi tou a l'aleta dorsal.
- 1 espina i 38-42 radis tous a l'aleta anal.
- Aleta caudal arrodonida i lleugerament elevada dorsalment.
- Aletes pectorals petites i arrodonides.[6][7][8]

## Alimentació
Menja crustacis petits i mol·luscs.

## Hàbitat i distribució geogràfica
És un peix marí, demersal i de clima temperat, el qual viu al Pacífic oriental: les zones de marees des de l'illa Kodiak (el golf d'Alaska) fins a l'illa Santa Bàrbara (el sud de Califòrnia, els Estats Units), incloent-hi la Colúmbia Britànica (el Canadà).

## Observacions
És inofensiu per als humans i pot romandre fora de l'aigua sota les pedres o les algues marines, ja que és capaç de respirar aire.